# 윌리엄 샐이어스

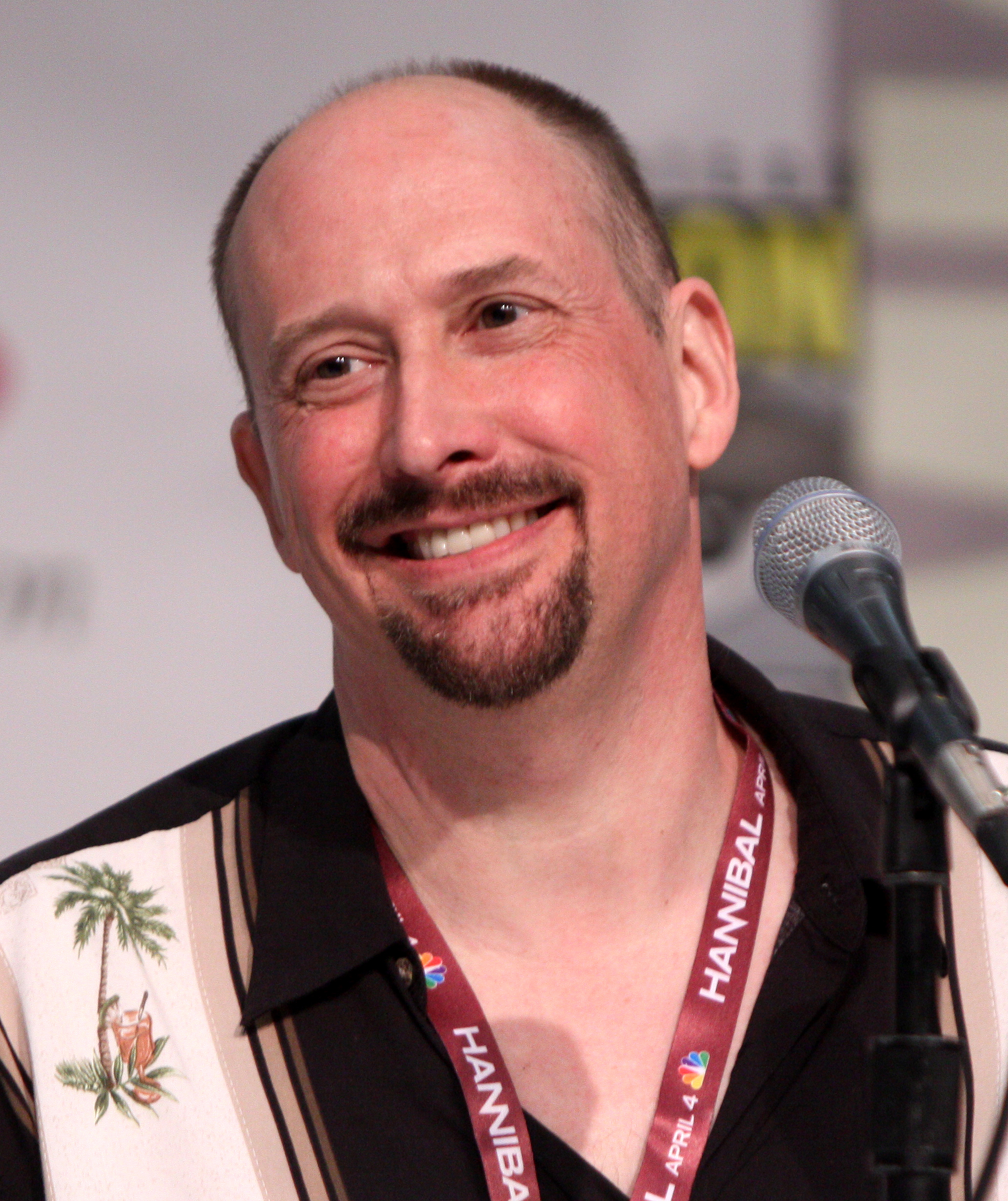

윌리엄 샐이어스(William Salyers, 1964년 8월 16일 ~ )는 미국의 배우, 텔레비전 배우이다.
바틀즈빌에서 태어났다.

## 영화
- 데스퍼레이트 액츠 오브 매직 (2013년) - 루 역
- 레귤러 쇼 (2010년)
- 일곱가지 유혹 (2000년)
- 저징 에이미 (1999년)
- 알래스카의 빛 (1990년)